# Liste der Kulturdenkmale in Hohenleuben
In der Liste der Kulturdenkmale in Hohenleuben sind die Kulturdenkmale der thüringischen Gemeinde Hohenleuben im Landkreis Greiz aufgelistet.

## Legende
- Bild: zeigt ein Bild des Kulturdenkmals und gegebenenfalls einen Link zu weiteren Fotos des Kulturdenkmals im Medienarchiv Wikimedia Commons
- Bezeichnung: Name, Bezeichnung oder die Art des Kulturdenkmals
- Lage: Wenn vorhanden Straßenname und Hausnummer des Kulturdenkmals; Grundsortierung der Liste erfolgt nach dieser Adresse. Der Link Karte führt zu verschiedenen Kartendarstellungen und nennt die Koordinaten des Kulturdenkmals.
 Kartenansicht, um Koordinaten zu setzen – in dieser Kartenansicht sind Kulturdenkmale ohne Koordinaten mit einem roten bzw. orangen Marker dargestellt und können in der Karte gesetzt werden. Kulturdenkmale ohne Bild sind mit einem blauen bzw. roten Marker gekennzeichnet, Kulturdenkmale mit Bild mit einem grünen bzw. orangen Marker.
- Datierung: gibt das Jahr der Fertigstellung beziehungsweise das Datum der Erstnennung oder den Zeitraum der Errichtung an
- Beschreibung: bauliche und geschichtliche Einzelheiten des Kulturdenkmals, vorzugsweise die Denkmaleigenschaften
- ID: Die ID identifiziert das Kulturdenkmal eindeutig. In Thüringen sind aktuell keine IDs veröffentlicht. In der ID-Spalte kann sich auch folgendes Icon  befinden, dies führt zu Angaben zu diesem Kulturdenkmal bei Wikidata.

## Kulturdenkmale nach Ortsteilen

### Brückla
| Bild | Bezeichnung                       | Lage                        | Datierung | Beschreibung | ID |
| ---- | --------------------------------- | --------------------------- | --------- | ------------ | -- |
| BW   | Turmhügel, 'Tumelle', 'Vogelherd' | Brückla (Karte)             |           | Bodendenkmal |    |
| BW   | Gehöft                            | Brückla, Brückla 40 (Karte) |           |              |    |
| BW   | Gehöft                            | Brückla, Brückla 44 (Karte) |           |              |    |

### Hohenleuben
| Bild                                    | Bezeichnung                               | Lage                                              | Datierung | Beschreibung                                                    | ID |
| --------------------------------------- | ----------------------------------------- | ------------------------------------------------- | --------- | --------------------------------------------------------------- | -- |
| BW                                      | Sandsteinkreuz 'zum heiligen creutz'      | Hohenleuben (Karte)                               |           | Bodendenkmal                                                    |    |
| BW                                      | Wasserburgrest, Wallanlagen am Wahlteiche | Hohenleuben (Karte)                               |           | Bodendenkmal                                                    |    |
| weitere Bilder Fotos hochladen          | Burgruine Reichenfels                     | Hohenleuben (Karte)                               |           | Bodendenkmal                                                    |    |
| BW                                      | Manufaktur                                | Hohenleuben, Dr.-Julius-Schmidt-Straße 5 (Karte)  |           |                                                                 |    |
| Fotos hochladen                         | Wasserturm mit Wasserbehälter             | Hohenleuben, Karl-Marx-Straße o. Nr. (Karte)      |           |                                                                 |    |
| weitere Bilder Fotos hochladen          | Ev. Stadtpfarrkirche                      | Hohenleuben, Kirchplatz o. Nr. (Karte)            |           | Kirche mit Kirchplatz, Ausstattung, Gruft und Gefallenendenkmal |    |
| BW                                      | Gruft und Reussisches Grablege            | Hohenleuben, Kirchplatz o. Nr. (Karte)            |           |                                                                 |    |
| Direkt Bild zu diesem Denkmal hochladen | Gefallenendenkmal                         | Hohenleuben, Kirchplatz o. Nr.                    |           |                                                                 |    |
| BW                                      | Pfarrhaus                                 | Hohenleuben, Markt 2 (Karte)                      |           |                                                                 |    |
| BW                                      | Burg Reichenfels                          | Hohenleuben, Reichenfels o. Nr. (Karte)           |           | Burgruine und Steinbrücke                                       |    |
| BW                                      | Museum Reichenfels                        | Hohenleuben, Reichenfels o. Nr. (Karte)           |           | Museum                                                          |    |
| BW                                      | Dreiherrrenstein                          | Hohenleuben, Reichenfels o. Nr. (Karte)           |           | Grenzstein                                                      |    |
| BW                                      | Reichenfels Landschaftspark mit Burgruine | Hohenleuben, Reichenfels 1, 2, 3, 4, 5, 6 (Karte) |           | Ensemble                                                        |    |
| BW                                      | ehem. Schuhfabrik Carl Häßner             | Hohenleuben, Reichenfels 9 (Karte)                |           | Verwaltungs- und Produktionsgebäude                             |    |